# Иерофей (Влахос)
Митрополи́т Иерофе́й (греч. Μητροπολίτης Ιερόθεος, в миру Гео́ргиос Вла́хос, греч. Γεώργιος Βλάχος; род. 1945, Янина) — епископ Элладской православной церкви, митрополит Навпактский и Свято-Власиевский. Греческий богослов.

## Биография
В 1964 году поступил на богословский факультет Университета Аристотеля в Салониках, который окончил в 1968 году с отличием.
В 1969—1971 году, будучи мирянином, помощником иерокирикса (проповедника) в Эдесской митрополии.
В 1971 году митрополитом Эдесским, Пелльским и Алмпийским Каллиником был рукоположён в сан диакона, а в 1972 году тем же митрополитом — в сан священника. Служил в Эдесской митрополии.
В 1987 году служил в клире Фивской и Левадийской митрополии. В том же году перешёл в клир Афинской архиепископии.
Всё это время проповедовал и занимался миссионерской работой с молодёжью. Представлял Элладскую Церковь в различных общественных организациях по решению проблем демографии, наркозависимости, голода и нищеты, а также организациях, поддерживающих людей с синдромом Дауна и их семей.
В 1988—1990 годы преподавал греческий язык и христианскую этику в Богословском институте святого Иоанна Дамаскина при Баламандском монастыре. В 2001 году разработал для этого учебного заведения курс биоэтики. Кроме того, был руководителем и преподавателем различных богословских школ и курсов для кандидатов во священника.
19 июля 1995 года решением Священного Синода Элладской православной церкви был избран митрополитом Навпактским и Свято-Власиевским. 20 июля состоялась его епископская хиротония с возведением в сан митрополита, а 10 сентября — торжественная интронизация.

## Богослов
Известен как плодовитый автор: к 2014 году являлся автором 82 книг богословской и социальной тематики. Многие из этих книг неоднократно переиздавались на греческом языке. Его труды были переведены на русский, английский, украинский, сербский, болгарский, французский, немецкий, испанский, венгерский, румынский, грузинский, пакистанский, суахили, китайский, арабский и другие.
Его книга «Человек в православной традиции» (Τό Πρόσωπο στήν Ὀρθόδοξη Παράδοση) была награждена первой премией Афинской академии наук за «лучший богословский труд, написанный в Греции в 1991—1996 годы».